# Celidota meridionalis
Celidota meridionalis är en skalbaggsart som beskrevs av Olsoufieff 1932. Celidota meridionalis ingår i släktet Celidota och familjen Cetoniidae. Inga underarter finns listade.